# Lorenzo Parra
Lorenzo Parra (* 19. August 1978 in Machiques, Venezuela) ist ein ehemaliger venezolanischer Boxer im Fliegengewicht.

## Profikarriere
Im Jahre 1999 begann er erfolgreich seine Profikarriere. Am 6. Dezember 2003 boxte er gegen Eric Morel um die WBA-Weltmeisterschaft und gewann durch einstimmige Punktrichterentscheidung. Diesen Gürtel verteidigte er insgesamt fünf Mal und verlor ihn im März 2007 an Takefumi Sakata durch Knockout.
Im Jahre 2012 beendete er seine Karriere.